# 쑨위제
쑨위제(중국어 간체자: 孙玉洁, 정체자: 孫玉潔, 병음: Sūn Yùjié, 한자음: 손옥결, 1992년 8월 10일~)는 중화인민공화국의 펜싱 선수로 주 종목은 에페이다. 2012년 하계 올림픽에서 그녀는 단체전 금메달을 리나, 뤄샤오쥐안, 쉬안치와 함께 획득하였고, 개인전에서는 동메달을 획득하였다.

## 같이 보기
- 2012년 하계 올림픽 중화인민공화국 선수단